# Alexei Nikolajewitsch Kunschin
Alexei Nikolajewitsch Kunschin (russisch Алексей Николаевич Куньшин; * 20. Oktober 1987) ist ein russischer Radrennfahrer.
Alexei Kunschin begann seine Karriere 2007 bei dem russischen Continental Team Premier. Beim Memorial Oleg Dyachenko wurde er Fünfter. Einen Monat später schaffte er es bei der Bałtyk-Karkonosze Tour mehrmals unter die besten Fünf und belegte am Ende in der Gesamtwertung den zweiten Rang. Bei dem russischen Etappenrennen Way to Pekin gewann er im Juli drei Teilstücke und konnte so auch die Gesamtwertung für sich entscheiden.
Im Jahr 2008 wurde Kunschin wegen eines Dopingvergehens für zwei Jahre bis November 2010 gesperrt.
Nach seiner Sperre gewann er 2012 die  Gesamtwertung und eine Etappe der Volta ao Alentejo.

## Erfolge
2007
- drei Etappen und Gesamtwertung Way to Pekin

2008
- eine Etappe Grand Prix Tell

2012
- Gesamtwertung und eine Etappe Volta ao Alentejo

## Teams
- 2007 Premier
- 2008 Katyusha

- 2012 Lokosphinx